# Gwendolyn Brooks
Gwendolyn Elizabeth Brooks (Topeka, 7 de junho de 1917 – Chicago, 3 de dezembro de 2000) foi uma poeta, escritora e professora norte-americana. 
Suas obras, em geral, focavam nas celebrações e lutas da gente comum de sua comunidade. Ganhou um Prêmio Pulitzer em 1950 por sua obra Annie Allen, sendo assim a primeira escritora afroamericana a ganhar um Pulitzer. Ao longo de sua prolífica carreira, a poeta ganhou um grande número de prêmios. Em 1968, foi nomeada poeta laureada de Illinois, posição que manteve até sua morte 32 anos mais tarde. Em 1976, converteu-se na primeira mulher afroamericana em ser conduzida a Academia Estadounidense de Artes e Letras.   

## Carreira
Brooks publicou seu primeiro poema, “Eventide”, numa revista para crianças, American Childhood, quando tinha 13 anos. Com a idade de 16, já tinha escrito e publicado aproximadamente 75 poemas. Com 17, começou a publicar sua obra na “Lights and Shadows”, a coluna de poesias do Chicago Defender, um jornal afroamericano. Seus poemas eram de estilos variados, desde tradicionais baladas e sonetos a poemas que usavam ritmos do blues em verso livre. Recebeu o reconhecimento de James Weldon Johnson, Richard Wright e Langston Hughes. Em muitas ocasiões suas personagens eram inspiradas na vida nos bairros mais desfavorecidos da cidade, que Brooks conhecia bem.  
Em 1941, Brooks participava ativamente de oficinas de poesia. Uma delas, particularmente influente, foi organizada por Inez Cunningham Stark, uma abastada mulher branca que tinha formação em literatura. Stark oferecia oficinas de escritura, atendidas por Brooks. Aqui é onde pôde começar a encontrar sua voz poética, com um conhecimento mais profundo das técnicas de seus predecessores. Em 1944, conseguiu o objetivo que tinha procurava desde seus 14 anos: dois de seus poemas foram publicados na revista Poetry, em novembro. Na informação autobiográfica que deu à revista descreveu sua ocupação como “dona-de-casa”
Brooks publicou seu primeiro livro de poesia, A Street in Bronzeville (1945), com Harper & Brothers, graças ao forte apoio de Richard Wright. O livro conseguiu o aplauso da crítica por suas autenticidade na representação da vida em Bronzeville. A poeta recebeu sua primeira Bolsa Guggenheim em 1946. 
O segundo livro de poesia de Brooks, Annie Allen (1949), centrava-se nas experiências de uma jovem garota afroamericana convertendo-se em mulher, no bairro de Bronzeville em Chicago. O livro ganhou em 1950 o Prêmio Pulitzer de poesia, e também ganhou o prêmio Eunice Tietjens da revista Poetry. 
Em 1953, Brooks publicou seu primeiro e único livro narrativo, uma novela curta intitulada Maud Martha, que consistia numa série de 34 quadrinhos seguindo a vida de uma mulher negra chamada Maud Martha Brown, desde a infância à idade adulta. Maud sofre o preconceito e a discriminação não só por parte de indivíduos brancos, mas também por parte de indivíduos negros que têm tons mais claros de pele que ela, algo que está em direta referência com a experiência pessoal de Brooks. Ao fim, Maud consegue defender-se e dar as costas a um dono de uma loja racista. 
Em 1967, no ano da morte de Langston Hughes, Brooks atendeu a conferência Second Black Writers na Universidade de Fisk em Nashville. Aqui, pôde conhecer ativistas e artistas como Imamu Amiri Baraka, Dom L. Lee e outros, que lhe expuseram a um novo nacionalismo cultural negro. A experiência de Brooks na conferência inspirou muitas de suas atividades literárias seguintes. 
Em 1968, publicou uma de suas mais famosas obras, In the Mecca, um poema longo sobre a busca de uma mãe de seu menino perdido num edifício de apartamentos de Chicago. O poema foi nominado para o Prêmio Nacional do Livro de poesia.
Sua obra autobiográfica Report From Part One (1972), incluía reminiscências, entrevistas, fotografias e quadrinhos. Report From Part Two foi publicada em 1995, quando ela tinha quase 80 anos.       

## Alguns de seus trabalhos
- A Street in Bronzeville (1945)
- Aloneness (1971)
- Annie Allen (1949)
- Aurora (1972)
- Beckonings (1975)
- Black Love (1981)
- Black Steel: Joe Frazier and Muhammad Ali (1971)
- Blacks (1987)
- Bronzeville Boys and Girls (1956)
- Children Coming Home (1991)
- Family Pictures (1970)
- In the Mecca (1968)
- Riot (1970)
- Selected Poems (1963)
- The Bean Eaters (1960)
- The Near-Johannesburg Boy and Other Poems (1986)
- The Wall (1967)
- The World of Gwendolyn Brooks (1971)
- To Disembark (1981)
- We Real Cool (1966)
- Winnie (1988)

Traduções
- Una calle en Bronzeville (1945)
- Annie Allen (1950)
- El tigre que llevaba guantes blancos (1974)